# Los evropský
Los evropský (Alces alces) je největší zástupce čeledi jelenovitých. Žije v severních lesích Evropy a Asie. Má příbuzného losa amerického, který žije na území Ameriky. Je původním zvířetem i ve střední Evropě, kde byl však v 15. století vyhuben. Jedná se o geologicky mladý druh (doklady až od pleistocénu, cca před 80 000 lety). Z vývojového hlediska stojí los mezi ostatními jelenovitými poměrně osamoceně. Studium chromozomové výbavy a molekulární analýzy prokázalo, že jeho nejbližším příbuzným mezi žijícími jelenovitými je překvapivě srnec obecný.
K původním druhům patří los například v okolí tzv. Velkých jezer.

## Poddruhy
- los evropský (Alces alces alces), Česko, Polsko, Skandinávie, pobaltské státy, Bělorusko, severní Rusko po Ural
- los kavkazský † (Alces alces caucasicus), Kavkaz (Rusko, Arménie, Gruzie, Ázerbájdžán, severovýchodní Turecko)
- los kamčatský (Alces alces buturlini), východ Sibiře
- los sibiřský (Alces alces pfizenmayeri), západ Sibiře
- los amurský (Alces alces cameloides), povodí Amuru, Mongolsko, Mandžusko a Korejský poloostrov
- los aljašský (Alces alces gigas), Aljaška a Yukon
- los východokanadský (Alces alces americanus), východ Kanady a Maine
- los západokanadský (Alces alces andersoni), západ Kanady a Minnesota
- los yellowstonský (Alces alces shirasi), severozápad Spojených států a kanadská Alberta

## Populace
Severní Amerika: [zdroj?]
- Kanada: 500 000 až 1 000 000 (Newfoundland: 150 000)
- USA: 300 000
  - Aljaška: 200 000
  - Severovýchod: 50 000
  - Státy Skalnatých hor: 7692
  - Středozápad: Michigan: 2433, Wisconsin: 20–40, Minnesota: 5700

Evropa a Asie: [zdroj?]
- Rusko: min. 600 000 (pravděpodobně více)
- Švédsko: 300 000 až 400 000
- Norsko: 120 000
- Finsko: 115 000
- Litva: 21 000
- Estonsko: 13 260
- Lotyšsko: 14 000
- Polsko: 2800
- Česko: max. 50

## Popis
Dospělý samec: hmotnost 380–700 kg (v září 1897 byl u řeky Yukon zastřelen losí býk o rekordní hmotnosti 820 kg; nepotvrzené zprávy hovoří i o býcích s hmotností až 1200 kg), délka těla 2–3 m, výška v kohoutku 180–235 cm (výjimečně až 260 cm). Paroží losího býka může vážit až 60 kg a dosáhnout rozpětí 250 cm. Tvarem připomíná lopaty a samec je každý rok shazuje.
Dospělá samice: celkově menší, váží 200–490 kg, je bez paroží.
Los má šedohnědou až černou srst, na krku vyrůstá hříva. Velká protáhlá hlava je zakončena silným přečnívajícím horním pyskem. Zvířata jsou dobře vybavena pro pohyb v měkké půdě, protože na nohách mají roztažitelné spárky; mají tedy velkou našlapovací plochu. (Los se může pohybovat i rychlostí 50 km/hod.) Má výborně vyvinutý čich. Také výborně plave, a to rychlostí téměř deset kilometrů v hodině. Je dokonale přizpůsoben potápění díky uzavíratelným nozdrám, které mu umožňují potopit se do několikametrové hloubky.
Losi jsou aktivní ve dne i v noci, nejaktivnější jsou za svítání a za soumraku. Samci žijí osaměle, samice s mláďaty v malých skupinách.

## Rozmnožování
Losice dosahuje dospělosti ve dvou letech, samec dospívá ve třech letech věku. Říje probíhá od srpna do října, obvykle v září. Samci v říji se ozývají sténavým nebo kvílivým hlasem. Na rozdíl od jiných jelenovitých nevytvářejí harém samic, ale páří se s několika samicemi postupně. Losí býci jsou v době říje značně agresivní a mohou zaútočit i na člověka nebo na automobil. Doba březosti samice je okolo 36 týdnů. Samice rodí jedno až dvě mláďata, výjimečně tři.  Kojí asi čtyři měsíce. Los se dožívá věku 15 až 25 let.

## Potrava
Los je býložravec a živí se listy břízy, vrby, jeřábu a dalších dřevin, bažinnými rostlinami a vodními rostlinami. Nespásá nízkou trávu, protože ji nemůže uchopit horním pyskem a také ji nedokáže trávit. Během teplých letních měsíců žere různé druhy rostlin rostoucích v blízkosti vody nebo ve vodě. „Losi milují vodní rostliny a jejich křehké lístky.“ Vodní rostliny obsahují až 50krát více minerálních látek rozpustných ve vodě, například sodík. Kojené mládě tak s mateřským mlékem přijme všechny živiny potřebné ke zdárnému růstu. (Losí samice se dokáže pro potravu potopit do hloubky šesti metrů. Při spásání vodních rostlin bývají losi ponořeni ve vodě po krk.) Když v zimě jezera a močály zmrznou, musejí se losi spokojit s větvičkami s pupeny, výhony divokého maliníku a ostružiníku a kůrou listnáčů a jehličnanů.
Podstatnou část potravy ve vegetačním období představují dřeviny (více než 50 %). V zimním období je to přes 90 %.

## Životní prostředí
V létě se losi zdržují v nízko položených oblastech ve vlhkých biotopech s bohatými porosty v okolí vody. V zimě se stěhují do vyšších poloh, protože dávají přednost sušším stanovištím a ochraně lesem.

## Predace, parazité
Predátory losa jsou například puma, medvěd, vlk, rosomák.
V několika oblastech evropské části bývalého Sovětského svazu bylo zaznamenáno, že v období silného odstřelu vlků se desetinásobně zvýšil počet losů uhynulých kvůli nemoci. Zároveň klesla početnost celé populace losů. Když byl lov vlků zastaven, zvedl se počet losů zabitých vlky šestkrát, ale počet losů uhynulých kvůli nemoci klesl na minimum.
Na losech parazitují klíšťatovití, motolice obrovská (Fascioloides magna), strupovka tuří (Chorioptes bovis) a některé druhy svalovky. V Severní Americe žije klíště piják losí (Dermacentor albipictus), které na losech parazituje významně.
Podle studií mapujících v Severní Americe výskyt pijáka losího jich saje na každém zvířeti v jednom okamžiku průměrně 37 000. Pro losa to znamená obrovskou ztrátu krve, oslabení organismu a často i smrt. Piják losí může způsobit smrt až 70 % losích telat ve věku do jednoho roku.

## Ochrana
V České republice je los evropský podle zákona č. 114/1992 Sb., o ochraně přírody a krajiny a jeho prováděcí vyhlášky MŽP ČR 395/1992 Sb. ve znění vyhlášky 175/2006 Sb. veden jako zvláštně chráněný, silně ohrožený druh.
V okolí Huronského jezera se populace losů snížila natolik, že je tamní druh chráněný.

## Rozšíření v Českých zemích

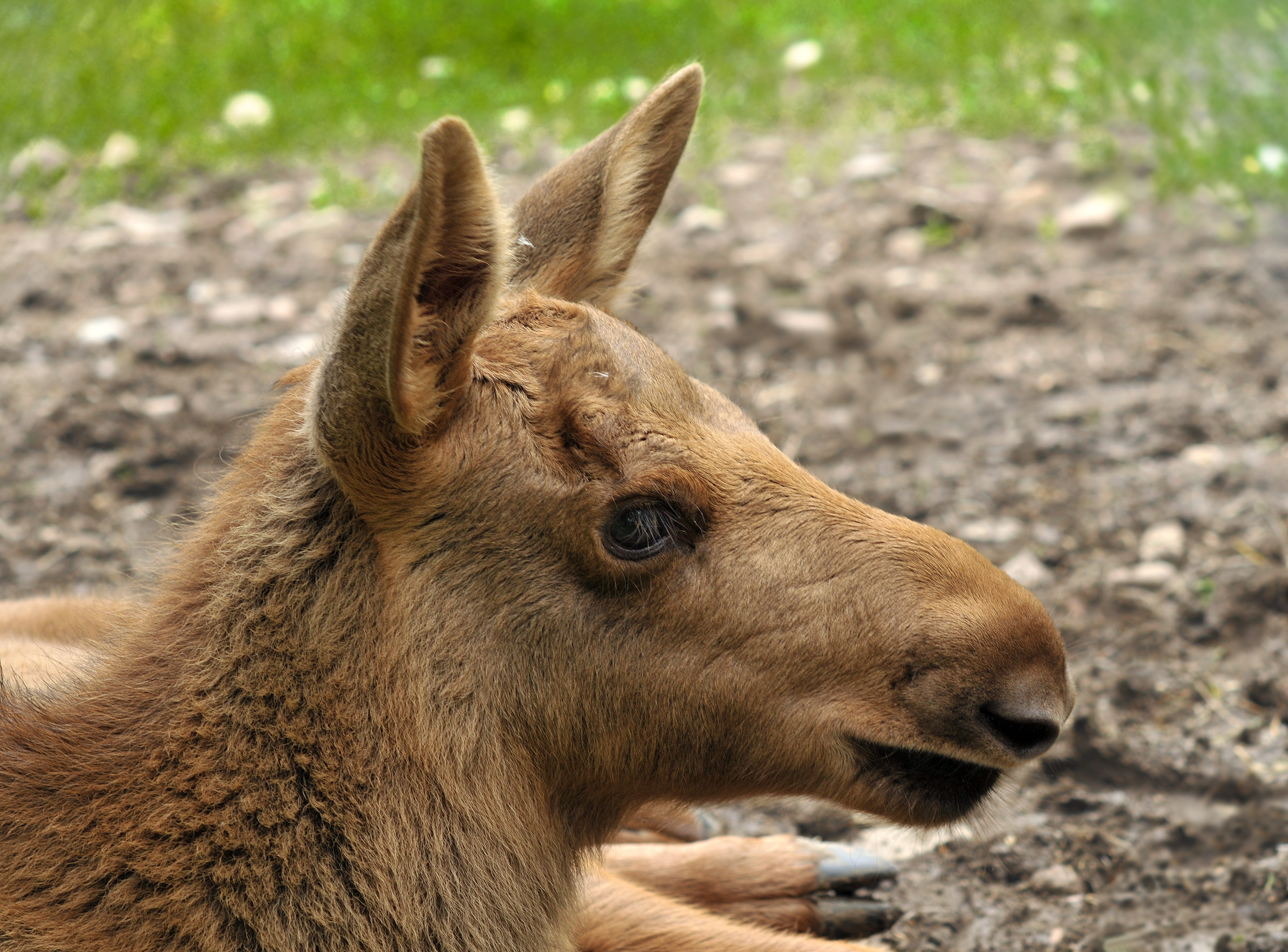
Losí tele

Los byl v Českých zemích vyhuben už v průběhu středověku. Že zde běžně žil, nasvědčují názvy osad (podobně jako např. u zubra a pratura), např. Losenice, Losiny nebo Losín. U některých názvů je však spojení s výskytem losa sporné, protože slovo „los“ má v češtině více významů. Místní název, zdánlivě odvozený od výskytu losa, tak v některých případech vznikl v souvislosti s losováním – (Velké Losiny) nebo odvozením od vlastního jména lokátora obce, pána z Losu – (Nový Losimtál).
V průběhu 16. a 17. stol. došlo v Čechách k několika neúspěšným pokusům o reintrodukci losa, např. na Křivoklátsku. V roce 1957 byl v severních Čechách zaznamenán výskyt jedince migrujícího z Polska. Koncem 70. let 20. století se u Nové Bystřice v jižních Čechách losi poprvé od vyhubení v Českých zemích rozmnožovali. V 80. letech migrovalo asi deset jedinců mezi Třeboňskem a Šumavou.
V roce 2005 byl zaznamenán výskyt losí samice s mládětem v okolí Bílého Kostela nad Nisou a ve východní oblasti Lužických hor v okolí Jitravského sedla a Hvozdu.
V roce 2006 byl zaznamenán opětovný výskyt losa v Lužických horách v oblasti Jedlovských rybníků a Křížového buku. Tentokrát se jednalo o samce s rozvinutým parožím.
Od roku 1973 se los evropský trvale vyskytuje v oblasti Lesní správy Vyšší Brod, zprvu pouze na Svatotomášsku, nyní na celé lesní správě. Trvalá losí populace je odhadována na 10 kusů. Každoročně jsou zřetelné pobytové znaky – trus, chlupy, stopy, okus (zde na jeřábu ptačím a dalších dřevinách), značkování (zde škody na jedli) atd. Losi byli opakovaně fotografováni a filmováni. V letech 2003 a 2017 došlo ke srážkám aut s losy, pro řidiče to vždy dopadlo relativně dobře (poškozené auto). Los ze srážky v roce 2003 je vypreparován v informačním středisku NP Šumava ve Stožci. V roce 2017 byly na Šumavě zaznamenány tři srážky automobilu s losem.
V září roku 2007 byl los evropský spatřen a pozorován u obce Klec na Jindřichohradecku a v dalších letech na Třeboňsku, v okolí Českých Budějovic a Veselí nad Lužnicí, v lesích v okolí zámku Jemčina až k oblasti osady Cikar a v lesích v okolí Horusic a na březích Horusického rybníka.
V říjnu 2017 byl spatřen jedinec na Olomoucku. Jednalo se o tříletého samce, kterého sledovala Agentura ochrany přírody a krajiny ČR. Díky hlášeným pozorováním mohli správci přírody rekonstruovat celou jeho trasu. Jeho pohyb byl sledován od obce Drahanovice, Slatinice, Olšany přes Větrovany až k Dolanům na Olomoucku. Pravděpodobně se jednalo o jedince migrujícího z Polska nebo z jižních Čech, kde populace losa evropského úspěšně žije už 40 let v okolí Lipna.
V roce 2024 byl spatřen v Krkonoších.
V červnu 2025 se v obci Ludgeřovice na Opavsku objevil jedinec losa, který se dostal až do zástavby obce. Zde se na zahradě jednoho z místních domů pásl a odpočíval. Bylo rozhodnuto o jeho uspání a převezení zřejmě do Národního parku Šumava. Než se ovšem na místo dostavili veterinář a zástupce zoo, zvíře stihlo utéct do lesa, a zásah byl tak odvolán. Jeho pohyb byl ve médiích sledován a veřejnost losa pojmenovala Emil.
V 80.–90. letech 20. století byl doložen výskyt a rozmnožování losa v oblasti Rožďalovických rybníků. Koncem 90. let však losi ze zdejší krajiny vymizeli.

## Los a člověk

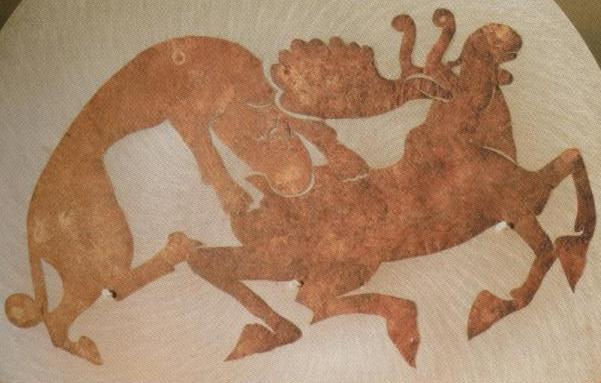
Malba losa, na něhož útočí tygr ussurijský (doba kamenná)

Již v paleolitu byl los oblíbenou lovnou zvěří člověka, jak o tom svědčí dochované jeskynní malby (Skandinávie), petroglyfy (střední Asie, Sibiř) a hliněné i kostěné sošky (Sibiř). Ve starověku se vyobrazení losů objevují na skythských špercích i textiliích. Autorem nejstarší písemné zprávy o losech je Gaius Julius Caesar, který ve svých Zápiscích o válce galské tvrdil, že los spává opřený o strom, protože nemá v nohou klouby a nemůže si lehnout. Losa prý bylo možné ulovit jen tak, že lovec nařízl strom, o který se zvířata ve spánku opírala; naříznutý strom se pod vahou losů zřítil, zvířata upadla a protože nemohla vstát, bylo je možné živá chytit. Od Caesara se tento nesmysl přenesl i do středověkých bestiářů.

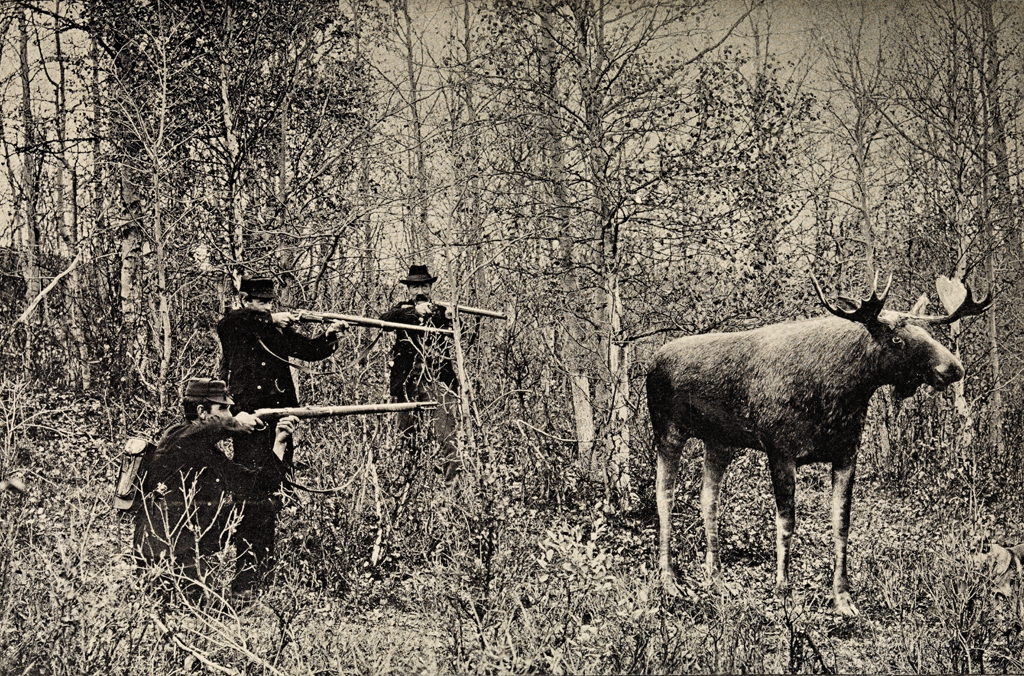
Inscenovaný obrázek lovu na losa v Norsku, datum neznámé

V Českých zemích byl los vyhuben pravděpodobně v 15. století. Uvádí se, že o jeho dřívějším rozšíření snad svědčí některá místní jména. V polovině 16. století už byli v českých zemích losi vyhubeni a arcivévoda Ferdinand Tyrolský se neúspěšně pokusil o jejich zpětné vysazení na Křivoklátsku. K dalším obdobným pokusům došlo i v 17. století, ani ty však nebyly úspěšné. Los se do naší přírody vrátil teprve ve 2. polovině 20. století.
Ve Švédsku, Finsku, Rusku a zřejmě i na Sibiři lidé experimentovali s domestikací losa. Losi byli chováni pro maso, kůži i mléko, jemuž se připisovaly léčivé účinky proti tuberkulóze. Los se však neukázal být perspektivním chovným zvířetem: je svéhlavý, nelze ho chovat ve velkých stádech, vyžaduje velký prostor, má specifické potravní nároky a rozmnožuje se pomalu. Již od 16. století jsou doloženy pokusy využít losa k jízdě v bažinatých oblastech Švédska a Finska. Podle finského eposu Kalevala jezdil na losu čarodějný pěvec Väinämöinen. K jízdě se však losi rovněž neosvědčili. Kromě svéhlavosti se ukázala být problémem jemná kůže losa, především na čenichu, která trpí při kontaktu s ohlávkou a uzdou. Někteří panovníci, například švédský král Karel XI. nebo ruská carevna Kateřina II., používání losů k jízdě dokonce zakazovali, aby je nemohli zneužívat pašeráci a lupiči prchající před zákonem.

## Chov v zoo
Los evropský je chován přibližně ve 120 evropských zoologických zahradách. Nejčastěji ve Švédsku, kde se nachází řada specializovaných losích parků. V České republice je tento druh chován ve čtyřech zoo:
- Zoo Brno
- Zoo Hluboká
- Zoopark Chomutov
- Zoo Praha

Na Slovensku jej chová Zveropark Revištské Podzámčí u Žarnovice.

### Chov v Zoo Praha
První los evropský v Zoo Praha pocházel ze zoo ve finských Helsinkách. Jednalo se o samici a v Praze žila v letech 1936 až 1939. Další samice je doložena z let 1949–1951. V průběhu 50. a 60. let 20. století docházelo k rozsáhlým transportům zvířat ze Sovětského svazu do západní Evropy. Díky tomu se v Praze nakrátko objevili i další jedinci. První los se v Zoo Praha narodil v roce 1974, ale nepodařilo se jej odchovat. První úspěšný odchov byl zaznamenán o šest let později. Etapa dlouhodobých úspěchů v chovu a odchovech přišla po roce 2000. Například 3. května 2016 se narodilo mládě samici Šárce; otcem byl samec Krille. Ke konci roku 2017 žil v Praze samec a čtyři samice. V březnu 2018 byl z Tierparku Hellabrunn v Mnichově dovezen nový samec. Na konci roku 2018 tak byli chováni dva samci a tři samice. V květnu 2019 se narodil samec losa.
Zoo Praha chová losy v expozičním celku „Severský les“ v horní části zoo. Druhá skupina žije v „Chovné a aklimatizační stanici Zoo Praha“ v Dolním Dobřejově.

### Film
- Svět jelenovité zvěře. Německo, 2020. [Česká televize: ČT 2, 28. 12. 2021].
- Tajuplná a kouzelná. Tajemství Velkých jezer 3. Kanada, 2022. [Česká televize: ČT 2, 15. 2. 2025]. V orig. Great Lakes Untamed. Dostupné také z: https://www.ceskatelevize.cz/porady/15626801314-tajemstvi-velkych-jezer/223382578430003/